# Silnice III/4932
Silnice III/4932 je silnice III. třídy v okrese Zlín ve Zlínském kraji. Jedná o komunikaci místního významu spojující města Vizovice a Slavičín. V minulosti se jednalo o silnici II. třídy II/488, která však byla ke dni 21. prosince 2012 přečíslována.

## Vedení
- Vizovice (křiž. s I/49)
- vrch Doubrava (nejvyšší bod trasy - 608 m n. m.)
- Loučka (křiž s III/4942 a III/4921)
- Haluzice (křiž. s III/4941)
- Lipová
- Slavičín (křiž s II/493)